# Trichostomum perrieri
Trichostomum perrieri är en bladmossart som beskrevs av Thériot 1922. Trichostomum perrieri ingår i släktet lansettmossor, och familjen Pottiaceae. Inga underarter finns listade i Catalogue of Life.